# دیوید باورز (کارگردان)
دیوید باوِرز (انگلیسی: David Bowers؛ زادهٔ ۱ ژانویهٔ ۱۹۷۰) پویانما، کارگردان، فیلم‌نامه‌نویس، و صداپیشه اهل بریتانیا است. او اصالتاً اهل استاک‌پورت، منچستر بزرگ است. وی از سال ۱۹۸۸ میلادی تاکنون مشغول فعالیت بوده‌است.

## فیلم‌شناسی
| سال  | فیلم                                  | نقش                    |
| ---- | ------------------------------------- | ---------------------- |
| ۱۹۸۸ | چه کسی برای راجر رابیت پاپوش دوخت؟    | اینبتوین               |
| ۱۹۸۹ | قلعه هزار اردک                        | پویانما (یک قسمت)      |
| ۱۹۹۲ | فرنگولی: آخرین جنگل بارانی            | پویانما                |
| ۱۹۹۵ | بالتو                                 | فیلم‌نامهٔ مصور، پویانما |
| ۱۹۹۸ | شاهزاده مصر                           | فیلم‌نامهٔ مصور          |
| ۲۰۰۰ | فرار مرغی                             | فیلم‌نامهٔ مصور          |
| ۲۰۰۰ | به سوی الدورادو                       | فیلم‌نامهٔ مصور          |
| ۲۰۰۴ | داستان کوسه                           | فیلم‌نامهٔ مصور          |
| ۲۰۰۵ | والاس و گرومیت: نفرین موجود خرگوش‌نما  | فیلم‌نامهٔ مصور          |
| ۲۰۰۶ | برآب‌رفته                              | کارگردان، صداهای اضافی |
| ۲۰۰۹ | پسر فضایی                             | کارگردان، نویسنده      |
| ۲۰۱۱ | حرف، حرف رودریکه                      | کارگردان               |
| ۲۰۱۲ | چله تابستون                           | کارگردان               |
| ۲۰۱۷ | دفترچه خاطرات یک بی‌عرضه: مسافت طولانی | کارگردان، فیلم‌نامه‌نویس |